# Імператор Траян (гідрокрейсер)

Пароплав «Imparatul Traian»

Гідрокрейсер «Імператор Траян» (рум. Împăratul Traian) — будувався, як румунський пароплав. 1916 року переобладнаний у авіатранспорт (гідрокрейсер) та увійшов до складу Чорноморського флоту Російської імперії.
За часів національно-визвольних змагань (1917—1918 рр.) крейсер «Імператор Троян» входив до складу Українських військово-морських сил.

## Історія корабля
Вантажно-пасажирський пароплав «Імператор Троян» будувався 1905 року на Луарській верфі (Сен-Назер) у Франції, на замовлення Румунського уряду. Спущений на воду 1906 року. Увійшов до складу Румунської морської служби (Serviciul Maritim Roman). Ходив на пасажирських маршрутах з Констанци.
Корабель було капітально відремонтовано у 1908 та 1913 роках.
З початком Першої Світової війни Румунія виступила на боці Антанти. Але офіційно оголосила війну Австро-Угорщині та Болгарії лише 27 серпня 1916 року, проте дуже швидко зазнала поразки на фронті та була окупована німецькими військами.
У вересні 1916 року, рятуючи від анексії, румунський уряд передав Росії 5 великих вантажно-пасажирських пароплавів — «Дакія», «Імператор Троян», «Король Кароль», «Прінчіпеса Марія» та «Румунія», що були включені до складу Чорноморського флоту, як посильні кораблі.
У листопаді 1916 року «Імператор Троян» прибув до Севастополя та був перебудований у гідрокрейсер. На корабель було встановлено чотири 101 мм гармати, дві 75 мм протиповітряні гармати та обладнання транспортування та експлуатації гідролітаків. Брав участь у бойових операціях на Чорному морі.
Після Лютневої революції значно актуалізувався національно-визвольний рух українців на Чорноморському флоті. Провідником українського руху стала рада Української чорноморської громади. У квітні 1917 року майже на всіх кораблях Чорноморської флоти вже існували українські корабельні ради, так само як у сухопутних частинах Севастопольської морської кріпості й повітрофлоті.
На крейсері «Імператор Троян», також, активно діяла українська корабельна рада. Протягом 1917 року моряки-чорноморці виступали на підтримку УНР та звертались до Центральної Ради з вимогою рішучих дій по українізації Чорноморського флоту та створенню Українських військово-морських сил.
12 жовтня 1917 року на відзначення українізації трьох кораблів Балтійського флоту: крейсера «Светлана» та ескадрених міноносців «Україна» та «Гайдамак» на всіх кораблях та установах Чорноморського Флоту, в тому числі й на крейсері «Імператор Троян», на один день було піднято національні українські прапори та стеньгові сигнали «Хай живе вільна Україна».
7 січня 1918 року на кораблі було знову піднято український прапор і оголошено про визнання влади Центральної Ради.
14 січня 1918 року Центральна Рада прийняла «Тимчасовий Закон про український державний флот», відповідно до якого: «Російський Чорноморський флот… проголошується флотом Української Народної Республіки…» та «Українська Народна Республіка переймає на себе всі зобов'язання російського уряду щодо Чорноморського флоту й щодо утримання флоту й портів». Крейсер «Імператор Троян» увійшов до складу Військово-морських сил УНР.
Проте, на початку 1918 року більшовики окупували ненадовго південь України та Севастополь. 19 лютого 1918 року крейсер було перейменовано у «Соціальна революція» та планувалось віддати у розпорядження, створеної більшовиками, «Автономної Верховної румунської колегії».
Проте Брестський мир змусив більшовиків забратися з України. Коли наприкінці квітня до півострова наблизилися частини Запорізької дивізії армії УНР під командою підполковника Петра Болбочана та німецькі війська, у Криму майже не залишилося більшовицьких загонів. Крейсеру було повернута первинна назва.
22 квітня 1918 року командувач Чорноморського Флоту контр-адмірал Михайло Саблін наказом по флоту оголосив, що «всі судна, портове майно, які знаходяться у портах Криму, є власністю Української Народної Республіки. А тому наказую скрізь, де треба, підняти українські прапори».
29 квітня, за наказом командувача, майже всі кораблі, установи, порти та фортеці Чорноморського флоту підняли український прапор.
Однак вже 30 квітня, через провокацію більшовиків, частина флоту виходить до Новоросійська. Не маючи змоги об'єктивно оцінити ситуацію, останніми, під дулами гармат німецьких батарей, з порту вийшли крейсер «Імператор Троян», лінкори «Воля» і «Свободная Россия».
1 травня кораблі прибули до Новоросійська. Де півтора місяця на командування кораблями та моряків чинився тиск та проводилась більшовицька агітація.
9 та 13 червня Михайлу Сабліну, з Москви за підписом В.Ульянова (Леніна), надійшли таємні директиви про знищення кораблів Чорноморської флоти, щоб вони не повернулися до Севастополю. Відмовившись виконувати ці накази Саблін відбув до Москви, де був заарештований. Командування втікачами перебрав на себе капітан 1 рангу Олександр Тіхмєнєв. 15 червня 1918 року Тіхмєнєв отримав шифровану телеграму № 49, за підписом Леніна та Свердлова, з категоричною вимогою знищити кораблі Чорноморського флоту у Новоросійську. Проте й він відмовився виконувати ці домагання.
Після цього були проведені загальні збори делегатів від всіх військових кораблів у Новоросійську. Лише чверть чорноморців проголосували за підпорядкування більшовикам. Більшість висловилась за повернення до Севастополя.
17 червня 1918 року крейсер «Імператор Траян», під українським прапором, разом з лінкором «Воля», есмінцями «Дерзкий», «Поспешный», «Беспокойный», «Пылкий», міноносцями «Жаркий», «Живой» та посильною яхтою «Креста» вийшов з більшовицького Новоросійська.
19 червня кораблі повернулись до Севастополя та були включені до Військово-морських сил Української Держави. З цих кораблів було сформовано Українсько-кримську флотилію під командуванням контр-адмірала Сергія Бурлея.
Проте, посилаючись на умови мирного договору підписаного у Буфті (під Бухарестом), Румунія вимагала від Німеччини повернути свої кораблі.
За наполяганням Німеччини крейсер «Імператор Траян» був повернутий Румунії.